# Jowood Entertainment
Jowood Entertainment AG (tidigare Jowood Productions Software AG, allmänt kallad Jowood) var en österrikisk datorspelsförlag som grundades 1995. Jowood gick i konkurs och alla tillgångar köptes av Nordic Games.

## Publicerade spel
| Utgivningsdatum   | Titel                                                                  | Plattform         | Utvecklare                    |
| ----------------- | ---------------------------------------------------------------------- | ----------------- | ----------------------------- |
| 14 april 1998     | Industry Giant                                                         | Microsoft Windows | JoWooD Productions            |
| 11 maj 1999       | Alien Nations                                                          | Microsoft Windows | Neo Software                  |
| 26 oktober 1999   | Panzer Elite                                                           | Microsoft Windows | Wings Simulations             |
| 1 december 2000   | Thandor: The Invasion                                                  | Microsoft Windows | Innonics                      |
| 28 februari 2001  | Traffic Giant                                                          | Microsoft Windows | JoWooD Productions            |
| 15 juni 2001      | The Nations                                                            | Microsoft Windows | JoWooD Vienna                 |
| 1 juli 2001       | The Sting!                                                             | Microsoft Windows | Neo Software                  |
| 9 oktober 2001    | Zax: The Alien Hunter                                                  | Microsoft Windows | Reflexive Entertainment       |
| 25 oktober 2001   | S.W.I.N.E.                                                             | Microsoft Windows | StormRegion                   |
| 20 november 2001  | Rally Trophy                                                           | Microsoft Windows | Bugbear Entertainment         |
| 30 november 2001  | AquaNox                                                                | Microsoft Windows | Massive Development           |
| 7 juni 2002       | Hard Truck 2: King of the Road                                         | Microsoft Windows | SoftLab-NSK                   |
| 28 juni 2002      | Arx Fatalis                                                            | Microsoft Windows | Arkane Studios                |
| 23 december 2003  | Arx Fatalis                                                            | Xbox              | Wizarbox                      |
| 26 augusti 2002   | Cultures 2: The Gates of Asgard                                        | Microsoft Windows | Funatics Development GmbH     |
| 18 september 2002 | Michael Schumacher Racing World Kart 2002                              | Microsoft Windows | Radon Labs                    |
| 18 september 2002 | Michael Schumacher Racing World Kart 2002                              | PlayStation       | Radon Labs                    |
| 30 september 2002 | Industry Giant II                                                      | Microsoft Windows | JoWooD Productions            |
| 10 oktober 2002   | Beam Breakers                                                          | Microsoft Windows | Similis Software GmbH         |
| 18 oktober 2002   | Archangel                                                              | Microsoft Windows | Metropolis Software           |
| 25 oktober 2002   | Europa 1400: The Guild                                                 | Microsoft Windows | 4HEAD Studios                 |
| 16 november 2002  | The Nations Nations Gold Edition / The Nations 2                       | Microsoft Windows | JoWooD Productions            |
| 29 november 2002  | Gothic II                                                              | Microsoft Windows | Piranha Bytes                 |
| 10 december 2002  | K-Hawk: Survival Instinct                                              | Microsoft Windows | Similis Software GmbH         |
| 13 april 2003     | Cold Zero: The Last Stand                                              | Microsoft Windows | JoWooD Productions            |
| 20 juni 2003      | Neighbours from Hell                                                   | Microsoft Windows | JoWooD Vienna Relativity Play |
| 4 mars 2005       | Neighbours from Hell                                                   | GameCube          | JoWooD Vienna Relativity Play |
| 4 mars 2005       | Neighbours from Hell                                                   | Xbox              | JoWooD Vienna Relativity Play |
| 22 augusti 2003   | Gothic II: Night of the Raven - Expansionspaket                        | Microsoft Windows | Piranha Bytes                 |
| 22 augusti 2003   | AquaNox 2: Revelation                                                  | Microsoft Windows | Massive Development           |
| 30 augusti 2003   | Chaser                                                                 | Microsoft Windows | Cauldron                      |
| 22 oktober 2003   | Cold Zero: No Mercy                                                    | Microsoft Windows | JoWooD Productions            |
| 29 oktober 2003   | Kritzelkratz 3000                                                      | Microsoft Windows |                               |
| 31 oktober 2003   | Silent Storm                                                           | Microsoft Windows | Nival Interactive             |
| 28 november 2003  | SpellForce: The Order of Dawn                                          | Microsoft Windows | Phenomic Game Development     |
| 27 maj 2004       | Söldner: Secret Wars                                                   | Microsoft Windows | Wings Simulations             |
| 8 juni 2004       | Transport Giant                                                        | Microsoft Windows | JoWooD Productions            |
| 24 juni 2004      | SpellForce: Breath of Winter - Expansionspaket                         | Microsoft Windows | Phenomic Game Development     |
| 1 november 2004   | SpellForce: The Shadow of the Phoenix - Expansionspaket                | Microsoft Windows | Phenomic Game Development     |
| 11 november 2004  | Söldner: Secret Wars Reloaded                                          | Microsoft Windows | Wings Simulations             |
| 25 februari 2005  | Söldner: Marine Corps - Expansionspaket                                | Microsoft Windows | Wings Simulations             |
| 27 mars 2006      | Neighbours from Hell 2: On Vacation                                    | Microsoft Windows | JoWooD Vienna                 |
| 2 mars 2005       | Legend of Kay                                                          | PlayStation 2     | Neon Studios Kaiko            |
| 20 april 2006     | SpellForce 2: Shadow Wars                                              | Microsoft Windows | Phenomic Game Development     |
| 29 september 2006 | The Guild 2                                                            | Microsoft Windows | 4HEAD Studios                 |
| 13 oktober 2006   | Gothic 3                                                               | Microsoft Windows | Piranha Bytes                 |
| 30 mars 2007      | Freak Out: Extreme Freeride                                            | PlayStation 2     | ColdWood Interactive          |
| 18 juni 2007      | Freak Out: Extreme Freeride                                            | Microsoft Windows | ColdWood Interactive          |
| 14 maj 2007       | SpellForce 2: Dragon Storm                                             | Microsoft Windows | Phenomic Game Development     |
| 18 maj 2007       | The Guild 2 - Pirates of The European Sea - Fristående Expansionspaket | Microsoft Windows | 4HEAD Studios                 |
| 5 juni 2007       | Space Force: Rogue Universe                                            | Microsoft Windows | Provox Games                  |
| 15 oktober 2007   | SpellForce Universe Edition - Samlingspaket                            | Microsoft Windows | Phenomic Game Development     |
| 15 oktober 2007   | Gothic Universe Edition - Samlingspaket                                | Microsoft Windows | DreamCatcher Interactive      |
| 30 oktober 2007   | Painkiller: Overdose                                                   | Microsoft Windows | Mindware Studios              |
| 15 januari 2008   | Gothic 3: The Beginning                                                | Microsoft Windows | Handy-Games GmbH              |
| 28 mars 2008      | The Golden Horde                                                       | Microsoft Windows | World Forge                   |
| 8 juli 2008       | Painkiller Universe - Samlingspaket                                    | Microsoft Windows | DreamCatcher Interactive      |
| 7 oktober 2008    | The Guild 2 - Venice - Fristående Expansionspaket                      | Microsoft Windows | Trine Games                   |
| 21 november 2008  | Gothic 3: Forsaken Gods - Expansionspaket                              | Microsoft Windows | Trine Games Mad Vulture Games |
| 27 oktober 2009   | Painkiller: Resurrection                                               | Microsoft Windows | HomeGrown Games               |
| 27 november 2009  | Yoga Wii                                                               | Wii               | Trine Games                   |
| 9 april 2010      | Torchlight                                                             | Microsoft Windows | Runic Games                   |
| 12 oktober 2010   | Arcania: Gothic 4                                                      | Microsoft Windows | Spellbound Entertainment      |
| 12 oktober 2010   | Arcania: Gothic 4                                                      | Xbox 360          | Black Forest Games            |
| 1 september 2011  | Arcania: Gothic 4                                                      | PlayStation 3     | Black Forest Games            |
| 19 oktober 2010   | The Guild 2 - Renaissance - Fristående expanded edition                | Microsoft Windows | 4HEAD Studios                 |
| 25 februari 2011  | Painkiller: Redemption                                                 | Microsoft Windows | DreamCatcher Interactive      |
| 19 juni 2012      | SpellForce 2: Faith in Destiny                                         | Microsoft Windows | Trine Games                   |